# MM Геркулеса
MM Геркулеса (лат. MM Herculis), HD 341475 — тройная звезда в созвездии Геркулеса на расстоянии приблизительно 556 световых лет (около 170 парсек) от Солнца. Видимая звёздная величина звезды — от +10,43m до +9,45m. Возраст звезды определён как около 2,95 млрд лет.
Пара первого и второго компонентов — двойная затменная переменная звезда типа Алголя (EA)*. Орбитальный период — около 7,9603 суток.
Открыта Куно Хофмейстером в 1935 году.

## Характеристики
Первый компонент — жёлтая эруптивная переменная звезда типа RS Гончих Псов (RS) спектрального класса G2-G5, или G0, или G2, или G2IV*, или G2V*, или G3. Масса — около 1,399 солнечной, радиус — около 3,048 солнечного, светимость — около 5,187 солнечной. Эффективная температура — около 5300 K.
Второй компонент — оранжевая звезда спектрального класса K0IV*, или K1IV*, или K1V, или K2IV. Масса — около 1,3 солнечной, радиус — около 1,56 солнечного.
Третий компонент — коричневый карлик. Масса — около 68,28 юпитерианской. Удалён в среднем на 1,673 а.е..